# Chara-Choto

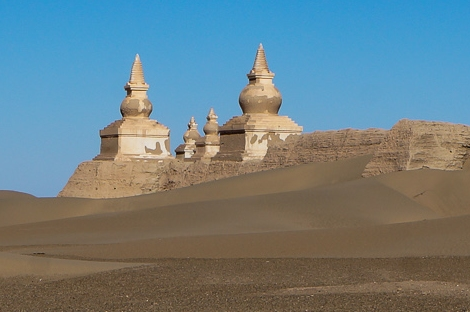
Die Mauern von Chara-Choto

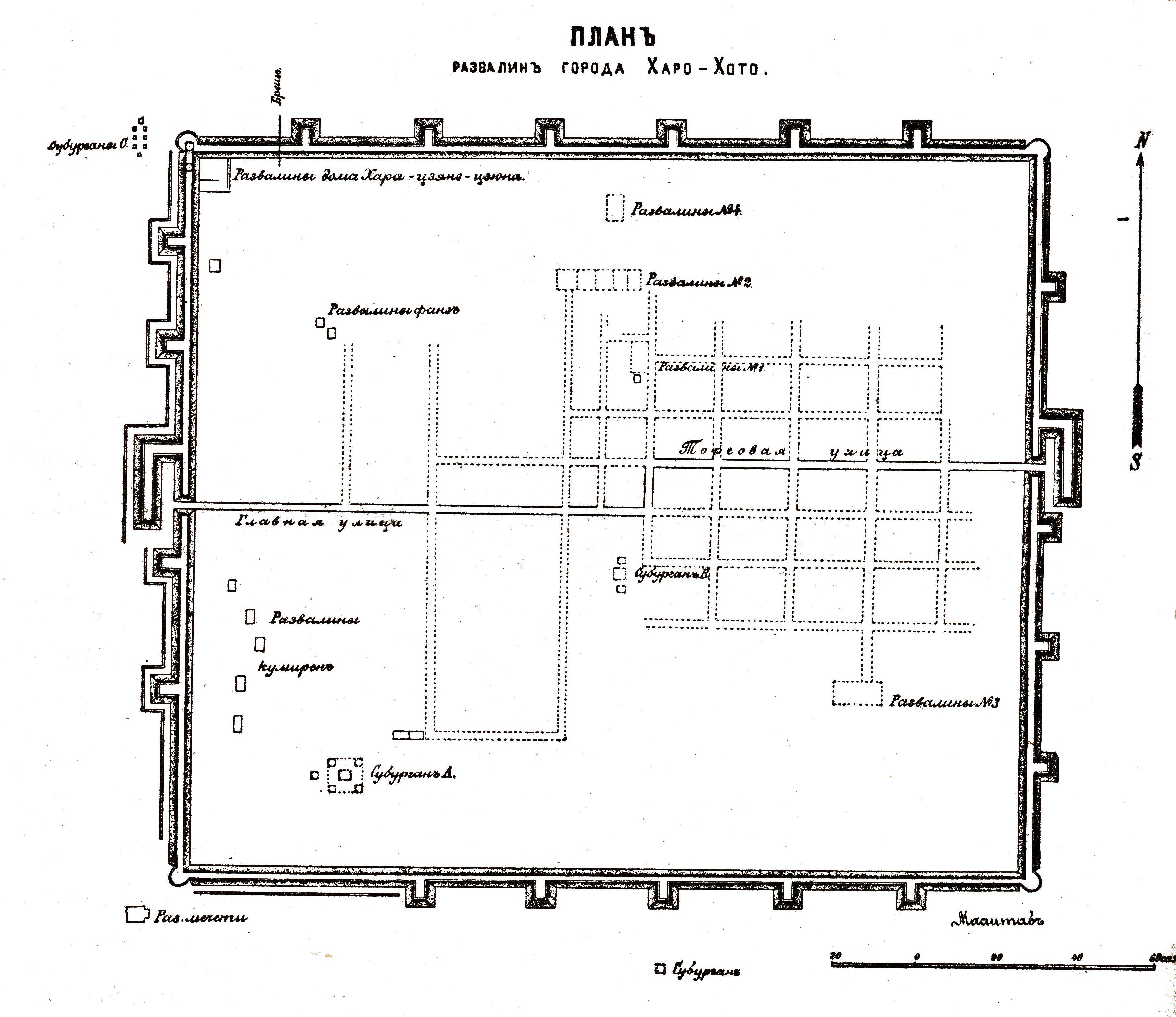
Plan aus dem Jahr 1923

Chara-Choto (auch Char Choto, Karakhoto, Khara-Khoto; mongol. Khar Khot, chin. 黑城 Heicheng, wörtlich „Schwarze Stadt“, wahrscheinlich identisch mit Marco Polos Eçina) ist eine mittelalterliche tangutische Stadt im Ejin-Banner des Alxa-Bundes im Westen der Inneren Mongolei, nahe dem alten Juyan-See. Ihre Ruinen wurden von dem russischen Forscher Pjotr Koslow auf seiner Forschungsreise in die Gobi-Wüste in den Jahren 1901–1909 entdeckt.

## Geschichte
Im 11. Jahrhundert war die Stadt ein blühendes tangutisches Handelszentrum. Die umwallte Festung wurde 1227 von den Truppen Dschingis Khans eingenommen und – entgegen einem weit verbreiteten Missverständnis – prosperierte die Stadt unter der mongolischen Herrschaft weiter. 1372 wurde der mongolische König Khara Bator mit seinen Untergebenen von dem Heer der aufsteigenden Ming-Dynastie umzingelt. Die Chinesen leiteten das Wasser des Heihe-Flusses („Schwarzer Fluss“) ab, der außerhalb der Festung floss und die Gärten und Brunnen der Stadt mit Wasser versorgte. Mit der Zeit erkannte Khara Bator sein Schicksal, brachte seine Familie um und richtete sich selbst. Nach seinem Selbstmord warteten seine Soldaten in der Festung, bis die Ming-Chinesen angriffen und die verbliebenen Bewohner töteten.

## Erforschung

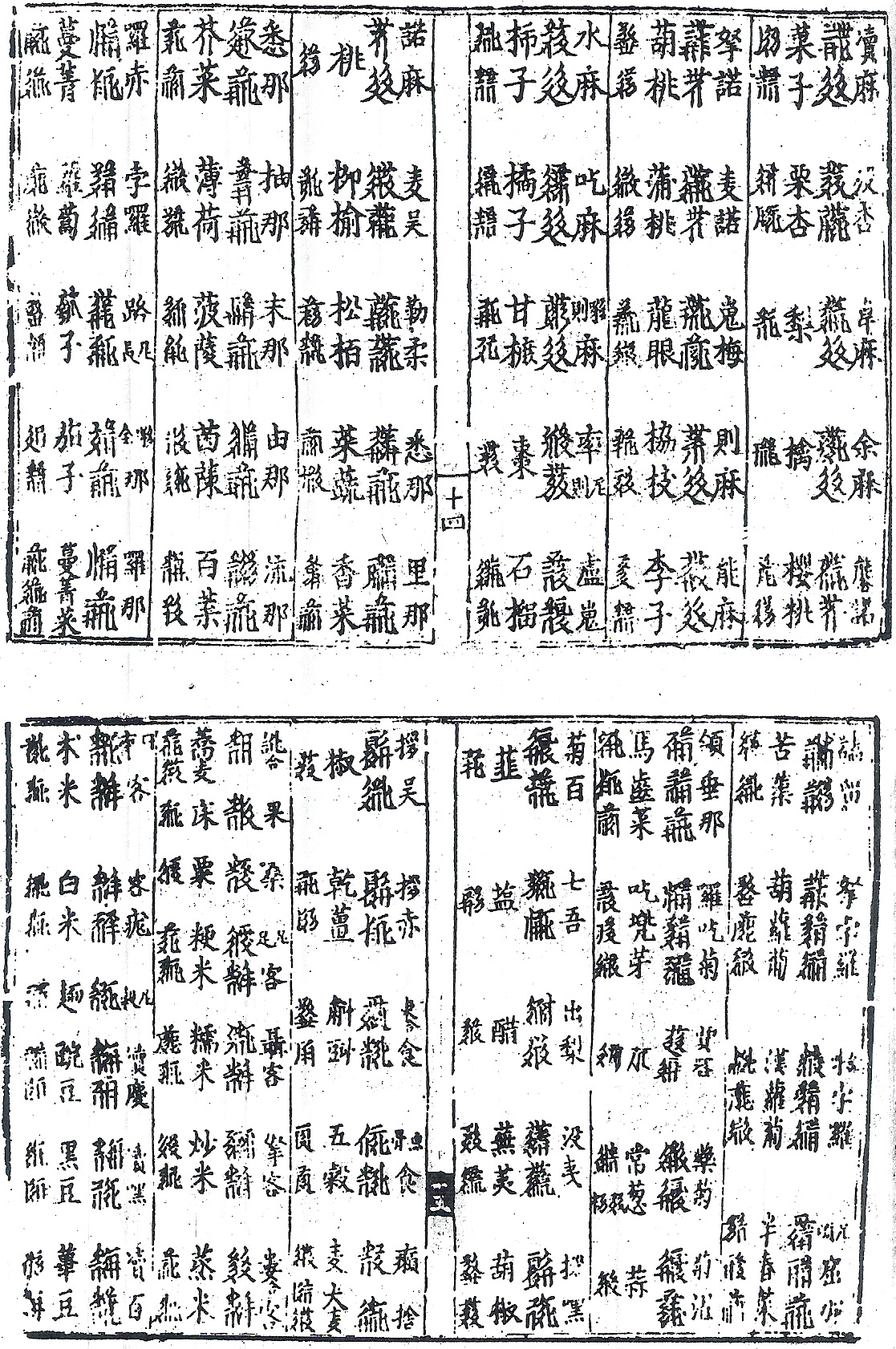
Eine Seite aus dem Glossar Fanhan heshi zhangzhongzhu

Bei seiner Wiederentdeckung in der Neuzeit wurden dort von Koslows Team über 2.000 Bücher in tangutischer Sprache aufgefunden, darunter das berühmte zweisprachige tangutisch-chinesische Glossar (Fanhan heshi zhangzhongzhu 番汉合时掌中珠) des tangutischen Gelehrten Gule (骨勒) aus dem Jahr 1190. Noch heute gibt es Überreste einer knapp zehn Meter hohen Stadtmauer und eines über einen halben Meter starken äußeren Walls. 
In der chinesischen Archäologie ist die Stätte unter dem Namen Heicheng yizhi (黑城遺址) bzw. Alashan Heicheng yizhi (阿拉善黑城遗址) bekannt. 